# Rocambole (film 1963)
Rocambole è un film del 1963 diretto da Bernard Borderie.

## Trama
L'astuto ed atletico ladro Rocambole si dedica al crimine e alle belle donne in modo assiduo, noncurante dell'ispettore Agus della polizia che cerca di arrestarlo in ogni momento; uomo raffinato ed elegante, si fa largo nella buona società dove conosce Cleo, una giovane donna perseguitata da un ricco industriale, il barone Keller; i due spasimanti si sfidano senza esclusione di colpi (giocando anche sporco, nel caso di Keller) per la ragazza ma il loro scontro si allarga alle ambizioni personali del nobile, il quale di concerto con una selezione di personalità della finanza e dell'industria progetta un attentato al presidente della repubblica francese; affidandolo ad un anarchico tedesco, Keller vuole innescare un conflitto tra tedeschi e francesi (in pratica anticipare la Grande Guerra); ma Rocambole riuscirà ad uccidere il sicario e, con la complicità recalcitrante di Agus, metterà i suoi documenti addosso al morto, facendolo sembrare cittadino francese e sventando la minaccia. In questo modo, il ladro finge anche la sua morte e si riunisce con Cleo, donandole una preziosa collana adorna di pietre preziose sottratta in precedenza ad una contessa, che si presenta allo stesso ballo con un falso al collo (convinta che sia l'originale).